# Strangalia fujitai
Strangalia fujitai là một loài bọ cánh cứng trong họ Cerambycidae.